# دالة سينية

المنحنى اللوجستي

الدالة السينية (بالإنجليزية: Sigmoid function)‏؛ هي دالة رياضية لها منحنى على شكل حرف S. في كثير من الأحيان، تشير الدالة السينية إلى الحالة الخاصة للوظيفة اللوجيستية الموضحة في الشكل الأول والتي تحددها الصيغة:{\displaystyle s(x)={1 \over 1+e^{-x}}={e^{x} \over {e^{x}+1}}}
الحالات الخاصة من وظيفة السيني تشمل منحنى غومبرتز (المستخدم في أنظمة النمذجة التي تشبع عند قيم x الكبيرة) ومنحنى ogee (المستخدم في مفيض بعض السدود). وظائف السيني لديها مجال من جميع الأرقام الحقيقية، مع زيادة قيمة الإرجاع بشكل روتيني في أغلب الأحيان من 0 إلى 1 أو بدلا من 1 إلى 1، اعتمادا على الاتفاقية.
استخدمت مجموعة واسعة من وظائف السيني بما في ذلك وظائف المماس اللوجستي والقطع الزائد كما وظيفة التنشيط من الخلايا العصبية الاصطناعية. إن منحنيات السيني هي أيضًا شائعة في الإحصائيات كدالات توزيع تراكمية (والتي تتراوح من 0 إلى 1)، مثل تكاملات التوزيع اللوجستي، والتوزيع الطبيعي، ووظائف الكثافة الاحتمالية للطالب.

تمثيل بياني لدالة الخطأ

## تعريف
وظيفة السيني هي وظيفة محددة وواقعية يتم تحديدها لجميع قيم المدخلات الحقيقية ولها مشتق غير سلبي عند كل نقطة.

## الخصائص
بشكل عام، تكون الدالة السينية رتيبة، ولها أول مشتق والذي يكون على شكل جرس. يتم تقييد الدالة السينية بواسطة زوج من الخطوط المقاربة الأفقية مثل
أمثلة
دالة لوجستية
{\displaystyle f(x)={1 \over {1+e^{-x}}}}
الظل الزائدي (نسخة منقولة ومحسّنة من الدالة اللوجيستية، أعلاه)
{\displaystyle f(x)=\tanh(x)={{e^{x}-e^{-x}} \over {e^{x}+e^{-x}}}}
دالة قوس ظل الزاوية (arctangent)
{\displaystyle f(x)=\arctan(x)}
دالة Gudermannian
{\displaystyle f(x)=gd(x)=\int _{0}^{x}{1 \over {\cosh(t)}}dt=2\tanh \left(\arctan({x \over 2})\right)}
دالة الخطأ
{\displaystyle f(x)=\operatorname {erf} (x)={2 \over {\sqrt {\pi }}}\int _{0}^{x}e^{-t^{2}}dt}
دالة لوجيستية معممة
{\displaystyle f(x)=(1+e^{-x})^{-\alpha };\alpha >0}
دالة Smoothstep
{\displaystyle f(x)={\begin{cases}{{\int _{0}^{x}(1-u^{2})^{N}du} \over {\int _{0}^{1}(1-u^{2})^{N}du}},|x|\leq 1\\\operatorname {sgn} (x),|x|\geq 1\end{cases}}N\geqslant 1}

مقارنة بعض وظائف السيني. في الرسم يتم تسوية جميع الوظائف بطريقة تجعل منحدرها عند الميل 1.

بعض الدوال الجبرية، على سبيل المثال:
{\displaystyle f(x)={{x} \over {\surd 1+x^{2}}}}
تكون وظيفة أي دالة مستمرة، غير سالبة، "bump-shaped" سينية، وبالتالي فإن وظائف التوزيع التراكمي للعديد من التوزيعات الاحتمالية الشائعة تكون سينية. أحد الأمثلة على ذلك هو دالة الخطأ، والتي ترتبط بوظيفة التوزيع التراكمي للتوزيع الطبيعي.

## تطبيقات
العديد من العمليات الطبيعية، مثل تلك المنحنيات المعقدة لتعلم النظام، تظهر تقدمًا من بدايات صغيرة تتسارع وتصل إلى ذروتها بمرور الوقت. عند عدم وجود نموذج رياضي معين، غالبًا ما يتم استخدام وظيفة السيني.

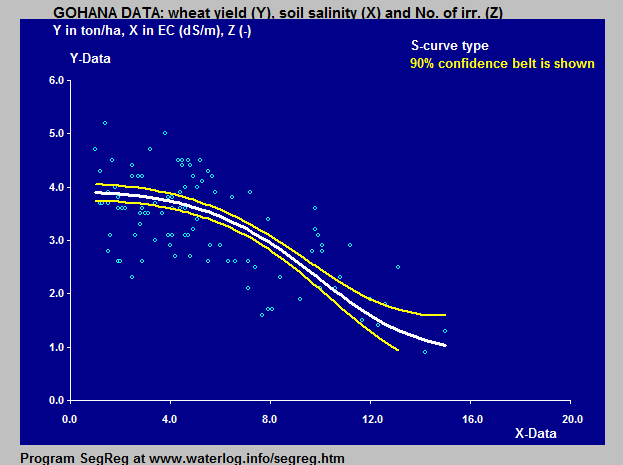
الصورة تدل على المنحنى اللوجيستي المقلوب (S-curve) لوضع نموذج للعلاقة بين محصول القمح وملوحة التربة.

يعتمد نموذج Van Genuchten – Gupta على منحنى S مقلوب ويطبق على استجابة غلة المحاصيل لملوحة التربة.
تظهر أمثلة لتطبيق المنحنى S اللوجستي على استجابة محصول المحاصيل (الشعير) لكل من ملوحة التربة وعمقها على جدول المياه في التربة في الوظيفة اللوجستية في الزراعة: نمذجة استجابة المحاصيل.
في الشبكات العصبية الاصطناعية، يتم أحيانًا استخدام وظائف غير سلسة بدلاً من ذلك لتحقيق الكفاءة ؛ هذه المعروفة باسم sigmoids الثابت.